# Ctenotus storri
Espèce
Ctenotus storri est une espèce de sauriens de la famille des Scincidae.

## Répartition
Cette espèce est endémique du Territoire du Nord en Australie.

## Étymologie
Cette espèce est nommée en l'honneur de Glen Milton Storr.

## Publication originale
- Rankin, 1978 : A new species of lizard (Lacertilia: Scincidae) from the Northern Territory, closely allied to Ctenotus decaneurus Storr. Records of the Australian Museum, vol. 31, no 10, p. 395-409 (texte intégral).